# 木綿ひき婆
木綿ひき婆（もめんひきばば、もめんひきばばあ）は、福岡県に伝わる妖怪。
福岡の屋敷町の空き地に古い大きな落葉樹があり、それが風に吹かれる音があたかも綿繰り車を回す音のようで、それを聞いた子供たちが「木綿ひき婆だ」と言って恐れていたという。
この落葉樹の下には白髪の老婆が現れて綿繰り車を回していたともいわれ、人が通りかかると恐ろしい視線で睨みつけたという。